# Politica retributiva
Nell'ambito delle Risorse umane, la politica retributiva si occupa degli aspetti relativi al livello della retribuzione dei dipendenti.
Le linee guida della politica retributiva tengono conto di:
- equità esterna, cioè il livello medio retributivo dell'azienda rispetto alle altre aziende del comparto o del territorio di riferimento.  È un dato che ha influenza sia nell'accettazione di una proposta di lavoro da parte di un candidato in fase di selezione, sia per trattenere in azienda i migliori elementi e prevenire quindi gli abbandoni. Sono considerazioni che valgono ovviamente in presenza di un mercato del lavoro dinamico.
- equità interna, cioè il rapporto tra le retribuzioni di persone che svolgono mansioni diverse ma all'interno della stessa struttura organizzativa. È un aspetto molto sentito dai lavoratori, che può influenzare notevolmente il clima aziendale.
- equità individuale, cioè il livello retributivo assegnato alla singola persona in funzione delle sue capacità.

La retribuzione può essere classificata in vari modi, ad esempio come somma di:
- quanto previsto nel contratto collettivo di lavoro
- quanto previsto dagli accordi integrativi aziendali
- quanto attribuito individualmente al dipendente in maniera consolidata
- quanto derivante da incentivi e premi

oppure come somma di:
- retribuzione fissa, che va a formare la RAL-Retribuzione annua lorda
- retribuzione variabile, che sommata alla retribuzione fissa va a formare la RGA-Retribuzione globale annua

La politica retributiva può interessare vari di questi aspetti, ad esempio il livello generale, tramite gli accordi aziendali; il livello individuale, tramite gli aumenti di merito, che premiano la maggior professionalità acquisita nel ruolo di appartenenza; la parte variabile, tramite il sistema incentivante o i premi in forma di liberalità.
La politica retributiva individuale è strettamente correlata al sistema di valutazione del personale.  La progressione retributiva dovuta ad avanzamenti di carriera, e quindi generalmente al cambio di ruolo all'interno dell'azienda, è parte della gestione delle carriere.